# Neverwinter Nights 2: Mysteries of Westgate
Neverwinter Nights 2: Mysteries of Westgate est un jeu vidéo de rôle développé par Ossian Studios et édité par Atari Inc., sorti en 2009 sur Windows. Il s'agit d'une extension du jeu Neverwinter Nights 2.

## Accueil
- Jeuxvideo.com : 13/20[1]